# 大判座

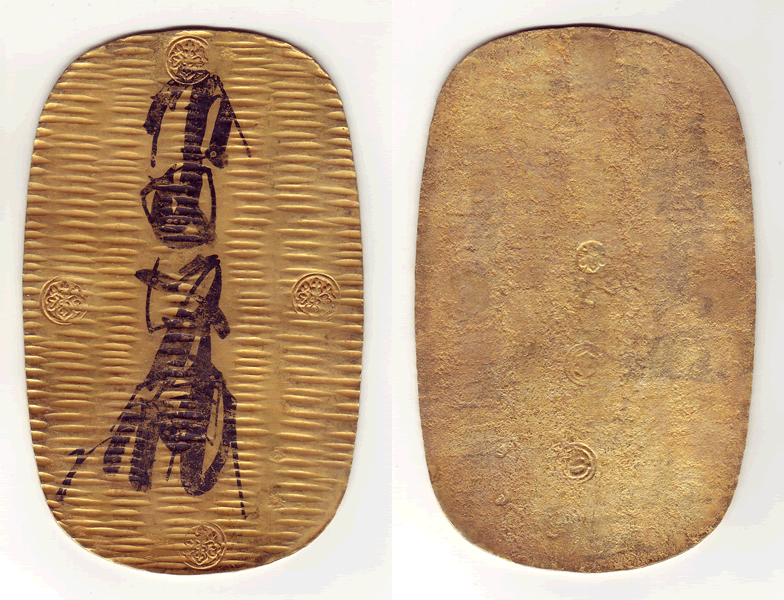
慶長大判 「拾両後藤」の墨判 七代顕乗書

大判座（おおばんざ）は、大判鋳造の需要が生じる度に後藤四郎兵衛家が開設した組織の通称である。判金座（ばんきんざ）とも呼ばれる。
江戸時代初期の頃は大判座の名称は公式には存在しなかったとされるが、金座後藤の後藤庄三郎家と区別するために後藤手代らが使用していた通称が幕末の頃には勘定所の公文書にも使用されるようになった。それ以前の幕府に提出された公文書における名称は、後藤役所（ごとうやくしょ）、後藤金見役所（ごとうきんみやくしょ）あるいは大判役所（おおばんやくしょ）であった。

## 概要
後藤四郎兵衛家は彫金および両替屋で使用する分銅の鋳造、検査を家職とする御用達町人であったが、幕府より大判鋳造の要請があれば職人を招集して後藤屋敷内に吹所を設け大判座を開設した。また幕府の非常時に備える蓄財である法馬金・銀と呼ばれる分銅金・銀の鋳造も請負った。このように大判座は金座および銀座のような常設のものではなかった。
また金座および銀座は通貨を鋳造する所であったから勘定奉行の管轄下にあったが、大判座は勘定奉行も関与はしたものの管轄は主に腰物奉行であり、一般の通貨とは性格を異にする大判の鋳造という特殊な御用故のことであった。大判座というのはこのように臨時開設のものであったため、後藤家は世間において「大判座後藤」よりはむしろ「彫物後藤」の通称が用いられることが多かった。

## 大判の鋳造
判金師らが規定品位に調整された金合金を槌で打ち延して判金が作製された。工程はほぼ小判製造に準じ、仕上がった判金は色揚げされ、検定極印が打たれた後、最終的に墨判が行われた。
鋳造された大判は掛目を改められた上で金箱に収められ封印し江戸城蓮池の御金蔵に上納、収蔵された。
天正大判および慶長大判は京都の上京柳原（京都市北区岩栖辻子）の後藤宗家において鋳造、墨判されたが、明暦大判は江戸城三の丸、元禄大判以降は専ら江戸において鋳造された。正徳5年（1715年）には京橋銀座のある新両替町一丁目に屋敷を拝領して後藤役所が設けられ、明治維新まで継続した。
天正大判および慶長大判は判金師らが自宅で延金とした判金を後藤役所が検定して、極印および墨判を行う「手前吹」形式であったが、元禄大判からは幕府の指示により職人らを大判座吹所に集めて鋳造を行う「直吹」方式となった。明暦大判鋳造も江戸城の吹所に集められて行われた点では直吹方式に近い。
大判の吹替えが行われる度、後藤家当主は麻裃で勘定所に出頭し、勘定奉行宛の法度書に誓紙血判を行った。手代、職人らも血判起請文を作成した。鋳造期間中に職人らには鑑札が交付され、職人が吹所に出入りする際は裸体にされた上、後藤手代、勘定衆により厳重な身体検査を受けた。

## 大判の墨判

### 略史
小判とは異なり、大判の量目および品位を補証するものは極印に加えて「拾両後藤」の墨判であった。この「拾両」は金十両といった額面ではなく、京目十両すなわち大判の量目44匁を示すもので、これを「黄金一枚」と称した。小判の金一両も元来は京目一両であるがこれは純金である生粋金の量目に基づくものに対し、大判は差銀を加えた全体の量目十両を表すもので小判とは別系統のものであった。
後藤家は豊臣秀吉の頃から大判の鋳造を請負い、「天正十六」（1588年）の墨書きがあり、菱極印のある菱大判の墨判は三代・後藤乗真の三男である菱後藤家の後藤祐徳（吉高）のものであるとされる。また天正大判には丸極印のものが多く現存しこれは五代・後藤徳乗の墨判であるとされる。徳乗は徳川幕府が成立した後の慶長13年（1608年）から同17年（1612年）までに豊臣秀頼が京都方広寺の大仏修復の出費のため鋳造された大仏大判の墨判も担当した。
徳川家康による慶長大判の鋳造を請負い墨判を行ったのは徳乗の弟の後藤長乗（笹書大判）、七代・後藤顕乗であった。明暦の大火後に明暦4年（1658年）から江戸城御金蔵の焼損金銀を吹き直して鋳造された明暦大判の墨判は九代・後藤程乗のものであった。
元禄8年（1695年）の金銀吹替えの際、大判も品位が大幅に落とされ、金座、銀座、大判座の職人らが江戸本郷霊雲寺近くの大根畑に建てられた吹所に集められて、元禄金、元禄銀と共に元禄大判が鋳造された。元禄大判の墨判は十代・後藤廉乗および十一代・後藤通乗が行った。
享保大判は十二代・後藤寿乗のとき鋳造が始まり墨判も寿乗のものから存在するが通用期間が長期に及んだため、十三代・後藤延乗、十四代・後藤桂乗、十五代・後藤真乗、十六代・後藤方乗、十七代・後藤典乗に至るまでの墨判が存在する。吹き増し大判である天保大判は十六代・方乗および十七代・典乗、最後の万延大判は十七代・典乗が墨判を担当した。

### 墨判再極め
墨判が剥離した大判は品位の保証を失い審美性にも欠けることから、贈答、献上用として不適格なものとされるため後藤役所に持込まれて再墨判を受ける慣わしであった。また色の悪いものは色揚げも行われた。
文禄4年（1595年）、秀吉により定められた「判賃」は銀一匁であり、これは墨判再極めに対する料金であった。徳川幕府では「判賃」は銀三匁五分と定められたが、天保大判の頃には金一分となった。
また。大判鋳造そのものの大判座の受取る入用は慶長3年（1598年）に一枚につき金一両と定められた。元禄大判および享保大判では銀九匁とされた。天保大判では一両一分に引き上げられ、万延大判では三分三朱であったが他に手当てが支給された。